# NGC 7185
NGC 7185 is een elliptisch sterrenstelsel in het sterrenbeeld Waterman. Het hemelobject werd op 23 september 1830 ontdekt door de Britse astronoom John Herschel.

## Synoniemen
- ESO 601-10
- MCG -4-52-11
- PGC 67919